# Lucas Galvão
Lucas Galvão da Costa Souza (* 22. Juni 1991 in São José do Rio Preto) ist ein brasilianischer Fußballspieler.

## Karriere
Lucas Galvão begann seine Karriere bei der AA Ponte Preta. Nachdem er dort mehrmals verliehen worden war, verpflichtete im Januar 2013 die SER Caxias do Sul Lucas Galvão fest. Doch nach einem halben Jahr wechselte er im Sommer 2013 nach Österreich zum SC Austria Lustenau. Sein Debüt gab er am zweiten Spieltag der Saison 2013/14 gegen den TSV Hartberg. Im August 2015 wurde er vom Erstligisten SCR Altach verpflichtet.
Im August 2017 wechselte er zum Ligakonkurrenten SK Rapid Wien, bei dem er einen bis Juni 2020 gültigen Vertrag erhielt.
Zur Saison 2018/19 wechselte er nach Deutschland zum Zweitligisten FC Ingolstadt 04, bei dem er einen bis Juni 2021 laufenden Vertrag erhielt. Nach dem Abstieg in die 3. Liga im Frühjahr 2019 mit den Schanzern verliehen ihn diese im Sommer 2019 für ein Jahr nach Dubai zum Erstligisten al-Wasl. Während der Leihe kam er zu 17 Einsätzen in der Gulf League. Nach dem Ende der Leihe kehrte er zur Saison 2020/21 nicht mehr nach Ingolstadt zurück, sondern wechselte nach Griechenland zu Atromitos Athen. In eineinhalb Jahren in Athen kam er zu 35 Einsätzen in der Super League.
Im Februar 2022 kehrte Lucas Galvão nach Österreich zurück und wechselte zum FK Austria Wien. Für die Austria kam er in dreieinhalb Jahren zu 73 Bundesligaeinsätzen. Nach der Saison 2024/25 verließ er die Wiener.
Zur Saison 2025/26 wechselte er daraufhin ein zweites Mal in die Emirate, wo er sich Zweitligist Hatta Club anschloss.